# 후쿠사키정
후쿠사키정(일본어: 福崎町)은 일본 효고현 남서부에 있는 간자키군의 정이다.

## 지리
히메지시의 북쪽(나카하리마 북부)에 위치한 내륙의 정이다.
이치카와강의 중류부와 그 지류인 나구사강 유역을 차지하고 있다. 주위가 낮은 산과 구릉에 둘러싸인 작은 분지이다. 북서단에 있는 나구사산(683m)는 나구사 폭포, 연결 바위 등의 아름다운 경치가 있다. 정의 동부에서는 저수지를 많이 볼 수 있다. 가장 큰 것은 히메지시에 걸치는 사이코지나가 저수지로 면적은 26ha이다.
예로부터 동서를 묶는 사이고쿠 가도와 남북을 연결하는 이쿠노에게노 가도가 교차하는 교통의 요지였다. 현재도 남북으로 JR 반탄선과 반탄 연락도로와 국도 312호선, 동서로 주고쿠 자동차도와 지방도로 미키시소선 등의 교통 동맥이 관통해 교통, 물류 등의 요지가 되고 있다.

## 역사
- 1889년 4월 1일 - 시정촌제 시행으로 후쿠사키촌이 탄생했다.
- 1894년 7월 26일 - 반탄 철도 개통으로 후쿠사키촌에 후쿠사키역이 놓였다.
- 1925년 12월 1일 - 후쿠사키촌이 정으로 승격해 후쿠사키정이 되었다.

## 인구
| 연도                              | 인구     | ±% |
| --------------------------------- | -------- | -- |
| 1970                              | 16,637명 | —  |
| 1975                              | 17,603명 | —  |
| 1980                              | 18,089명 | —  |
| 1985                              | 18,787명 | —  |
| 1990                              | 19,913명 | —  |
| 1995                              | 19,854명 | —  |
| 2000                              | 19,582명 | —  |
| 2005                              | 20,669명 | —  |
| 2010                              | 19,829명 | —  |
| 2015                              | 19,738명 | —  |
| 2020                              | 19,377명 | —  |
| 출처: 일본 총무성 통계국 국세조사 |          |    |

## 교통

### 철도
- 서일본 여객철도 반탄선

### 도로
- 주고쿠 자동차도
- 국도 제312호선 (일본)(일본어판)